# 小野沢裕子
小野沢 裕子（おのざわ ゆうこ、1957年12月3日 - ）は、新潟県を拠点に活動しているフリーアナウンサー。過去には、ビープロデュースおよび同社の後継企業であるBBS新潟に所属していた。

## 来歴
新潟県南魚沼郡塩沢町（現：南魚沼市）出身。塩沢町立塩沢中学校（現：南魚沼市立塩沢中学校）、高等学校を経て大学を卒業。
大学を卒業後、1980年春に新潟放送 (BSN) に入社。報道制作局放送部所属のアナウンサーになり、『BSNニュースワイド』など同局のラジオ・テレビ各番組に出演した。その後結婚のため、1986年に同局を退社した。
1988年と1990年に出産して2児を儲け、1992年にフリーアナウンサーとして活動を再開。新潟放送長岡支社による中越地方ローカルラジオ番組『長岡ハッピーサテライト』のパーソナリティを務めた。1995年からは、新潟テレビ21 (当時：NT21、現：UX) で『小野沢裕子のいきいきワイド』のMCを足掛け7年間担当した。このほか、北海道放送 (HBC) のラジオ番組を担当したこともある。
その後もフリーアナウンサーおよびコメンテーターとして新潟県を中心に活動。BSNラジオでラジオショッピングを担当しているほか、新潟県の郷土や子どもの教育などに関する講演活動なども行っており、新潟市市政改革創造推進委員、新潟市教育ビジョン検討委員なども歴任している。
BSNのアナウンサーとラジオパーソナリティの中ではベテラン格で「BSNの母」と称され、後輩アナウンサーからは「お母さん」と呼ばれて慕われている。

## 担当番組

### テレビ番組
- BSNニュースワイド（新潟放送）
- 小野沢裕子のいきいきワイド（新潟テレビ21、1995年 - 2002年）

### ラジオ番組
- 長岡ハッピーサテライト（BSNラジオ：長岡支社発、1992年 - 1995年）
- クチこみラジオ 越後じまんず（BSNラジオ、2004年 - 2007年）
- Morning Cafe（BSNラジオ、2007年4月 - 2012年3月） - 金曜パーソナリティ
- フラっとフライデー（BSNラジオ） - BSNラジオショッピング担当
- はや・すた（BSNラジオ、2012年4月 - 2021年3月） - 金曜パーソナリティ
- 近藤丈靖の独占ごきげんアワー（BSNラジオ） - BSNラジオショッピング担当[7]
- ほっとソングコレクション（BSNラジオ）
- ゆうなびラジオ（BSNラジオ） - 火曜パーソナリティ
- イザベラ・バードが見た明治の新潟 (BSNラジオ:朗読番組) (土曜 8:30-8:40／(再)土曜 20:30-20:40)(2018年4月7日[8][9] - 2018年9月29日)
- 水島あやめの生涯 (BSNラジオ:朗読番組) (土曜 8:30-8:40／(再)土曜 20:30-20:40)(2021年4月3日[10] - 2022年3月26日)
- 乙女たちが愛した抒情画家・蕗谷虹児 (BSNラジオ:朗読番組) (土曜 8:30-8:40／(再)土曜 20:30-20:40)(2022年4月2日[11] - 2023年3月25日[12])
- 三波春夫 (BSNラジオ:朗読番組) (土曜 8:30-8:40／(再)土曜 20:30-20:40)(2023年4月1日[13][14] - )(※朗読対象書籍：三波美夕紀・著『昭和の歌藝人　三波春夫』ISBN 978-4-86-581052-3[15])